# マサチューセッツ湾交通局タイプ9電車
マサチューセッツ湾交通局タイプ9電車（マサチューセッツわんこうつうきょくタイプ9でんしゃ）は、アメリカの公共交通事業者であるマサチューセッツ湾交通局が所有する電車の形式。ボストンの路面電車（ライトレール）であるグリーンライン向けに製造され、2018年から営業運転を開始した。

## 概要
2011年、マサチューセッツ湾交通局はグリーンラインの延伸プロジェクト（GLX）およびメンテナンス時の車両運用の柔軟性向上を目的とした24両の新型車両に関する入札を実施し、2014年5月にスペインの鉄道車両メーカーであるCAFが製造権を獲得した。これに基づき、同社が製造した車両がタイプ9である。
両運転台式の3車体連接車で、タイプ9同士の連結運転も可能である。コンピュータ制御の照明や空調が完備されている車内は、障害を持つアメリカ人法（ADA）の要件を満たすため車内の70 %が低床構造となっている他、車椅子やベビーカーが設置可能なフリースペースも設けられており、優先座席の下部には盲導犬を始めとした介助動物や移動用具を収納するスペースが備わっている。また、安全対策のため耐衝突性能を向上させる衝突エネルギー管理（CEM）構造が採用されている他、車内外には監視カメラが搭載されている。台車についても、メンテナンス頻度の削減や信頼性の向上を図るための設計が施されており、従来の車両よりも車輪の厚みが増している他、制動装置も改良が加えられている。
最初の車両は2018年から試運転を開始し、同年12月21日から営業運転を開始した。以降、2020年の春季までに計画されていた24両の導入が完了している。製造に際してはバイ・アメリカ条項に基づき、スペインの工場で台枠や車体、部品の製造を実施し、アメリカ・ニューヨーク州・エルマイラの工場で最終組み立てが行われている。

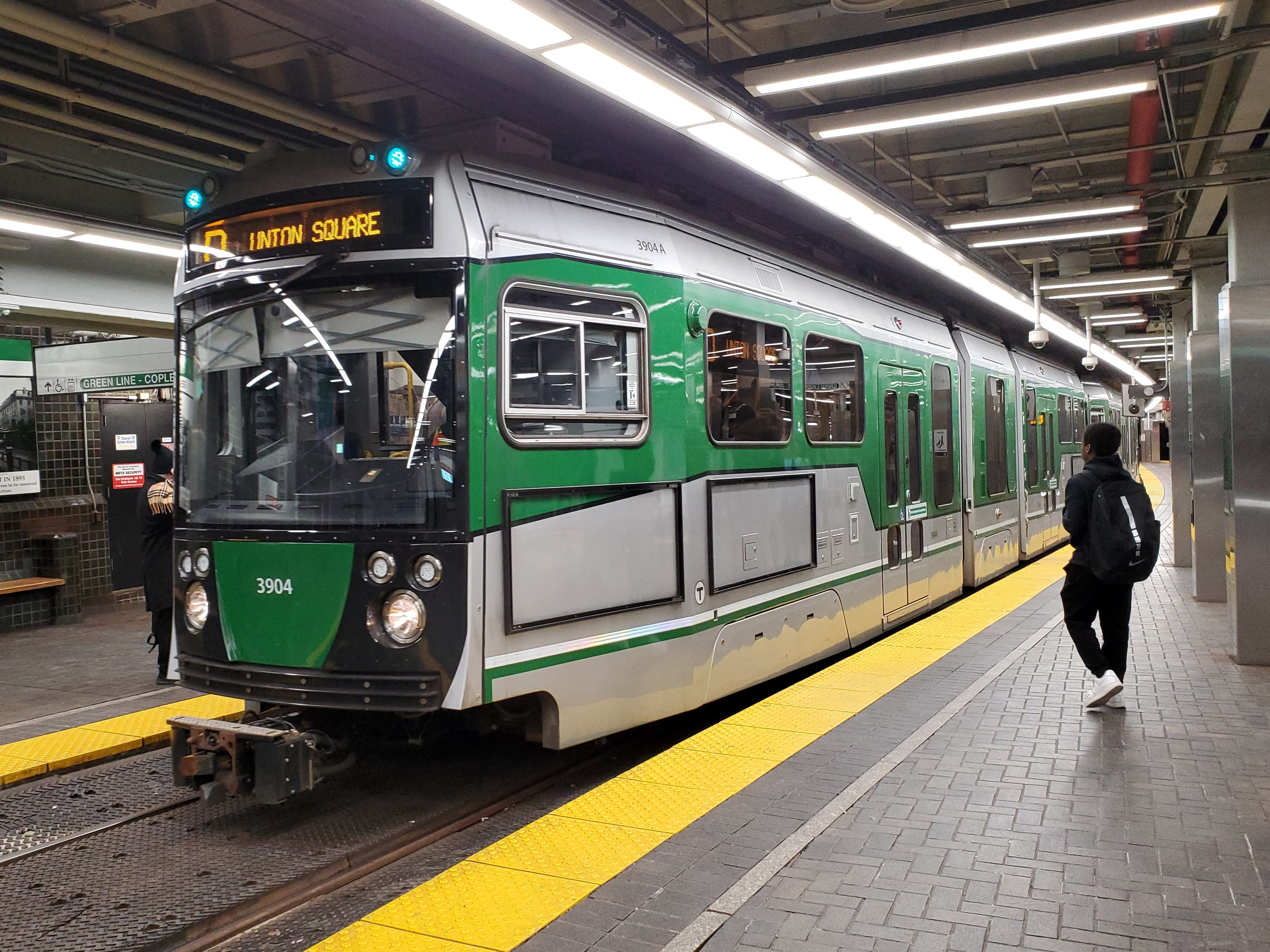
地下駅に停車するタイプ9（2022年撮影）
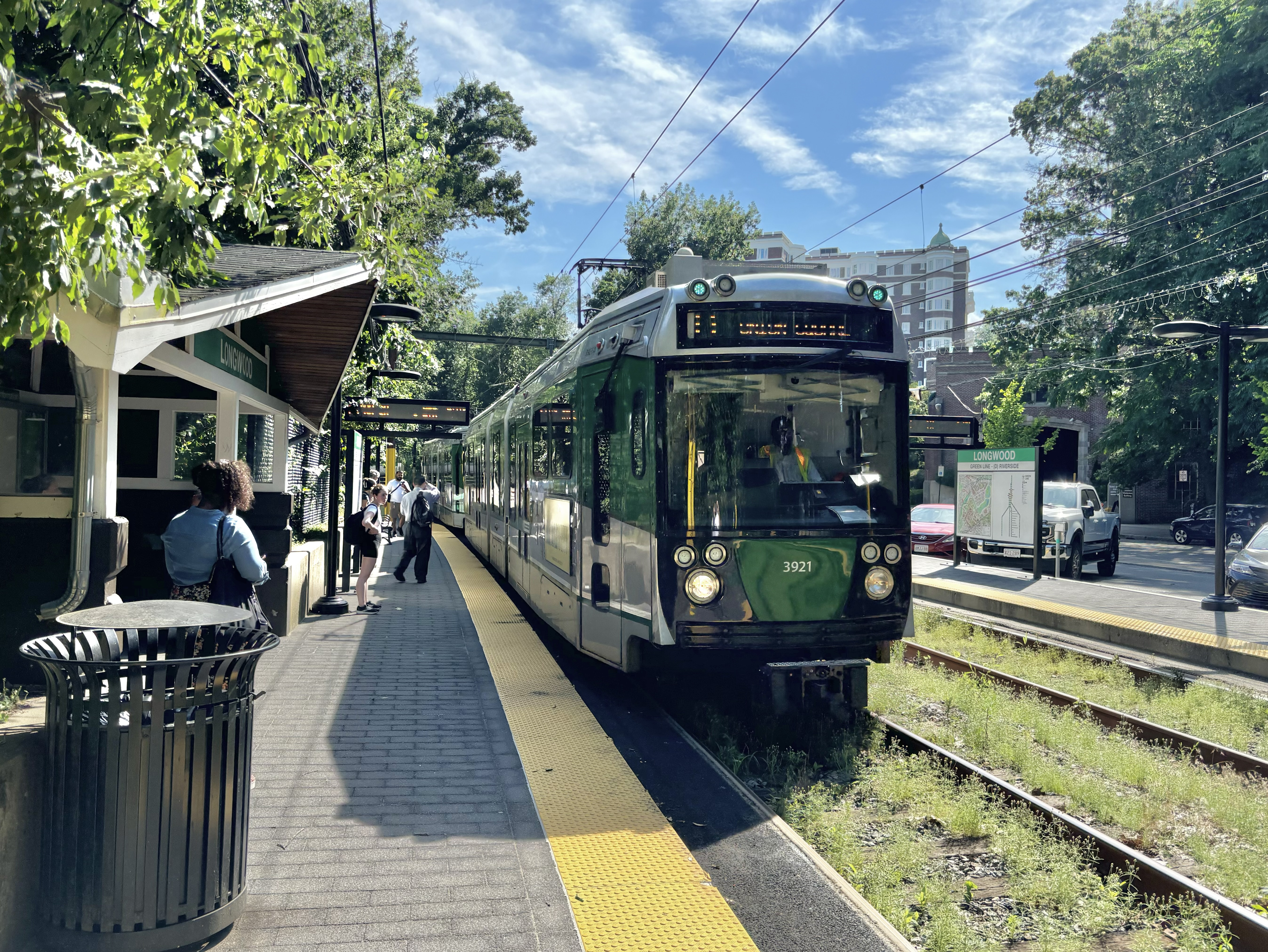
地上の電停に停車するタイプ9（2024年撮影）
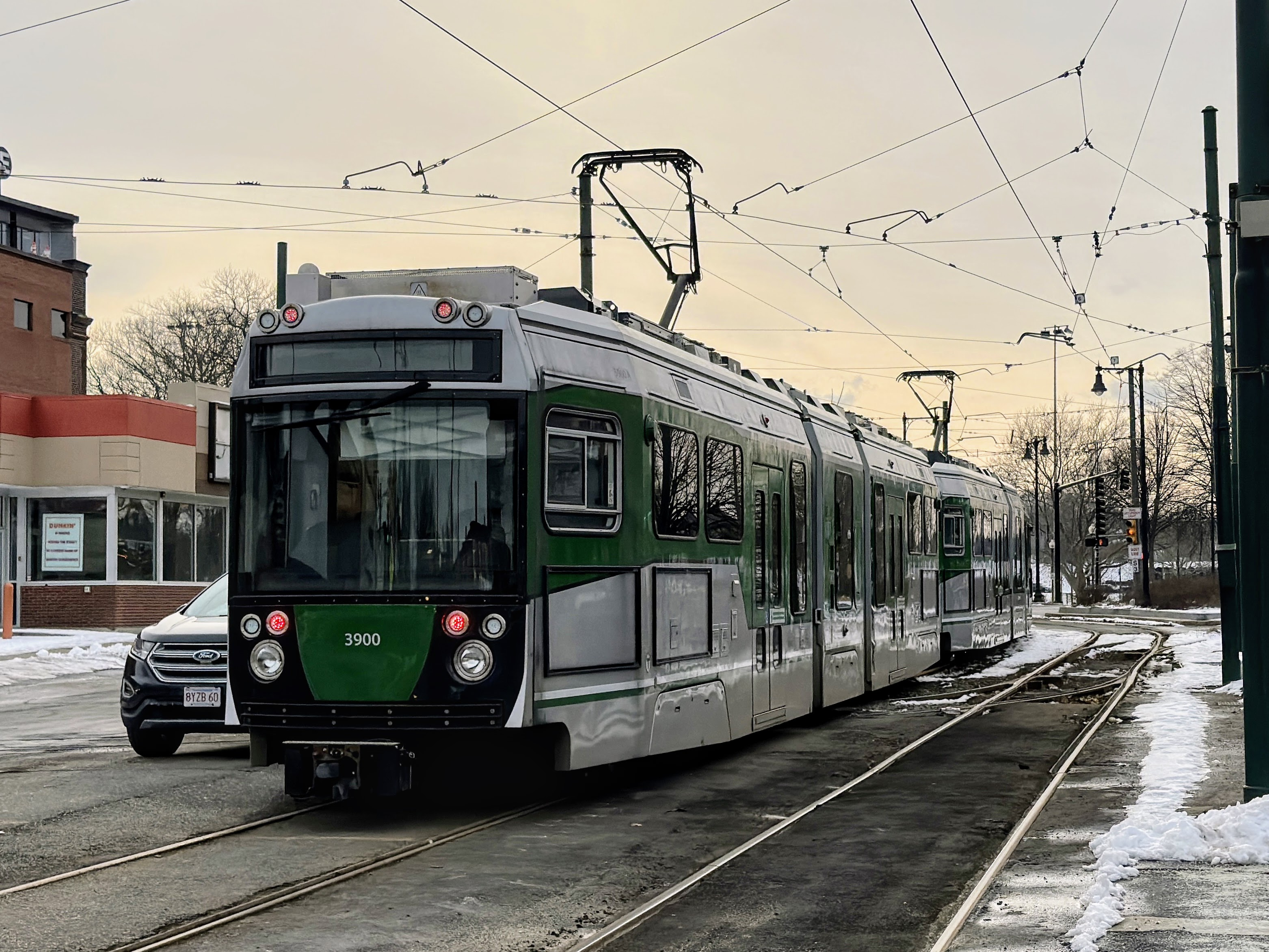
地上の併用軌道区間を走行するタイプ9（2023年撮影）
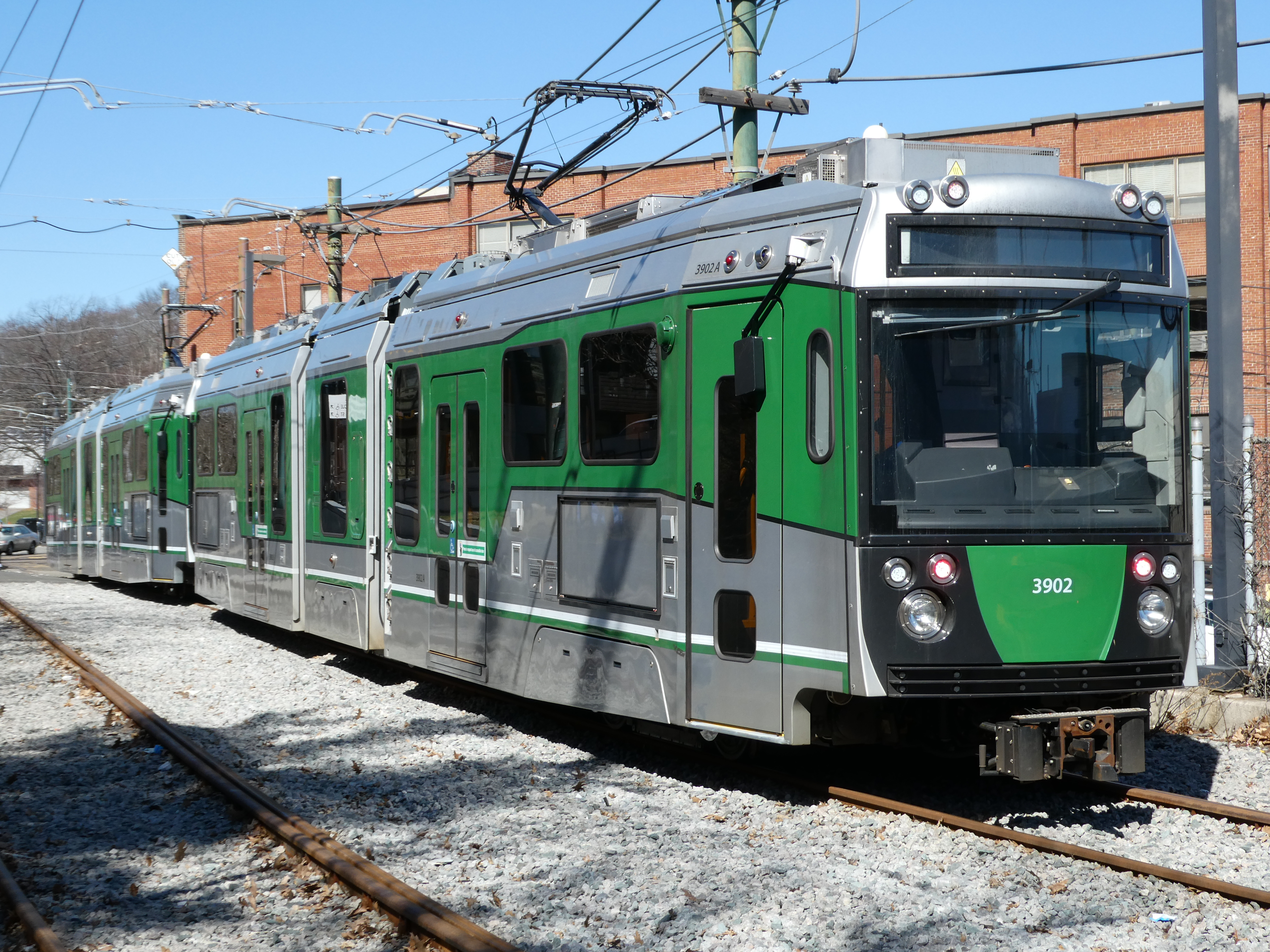
連結運転を実施するタイプ9（2022年撮影）

## 今後の予定
グリーンラインには2027年以降、新型超低床電車であるタイプ10（Type 10）の導入が予定されている。それに伴い、タイプ9についてはマタパン線に転属し、長年使用されていたPCCカーを置き換える事になっている。また、これに伴うマタパン線のプラットホームの改良による段差の解消も行われる。